# Convenzione del Consiglio d'Europa sulla lotta contro la tratta di esseri umani
La Convenzione del Consiglio d'Europa sulla lotta contro la tratta degli esseri umani è un trattato regionale sui diritti umani parte del diritto internazionale del Consiglio d'Europa.
La Convenzione mira a prevenire e combattere la tratta di esseri umani a fini commerciali, sfruttamento sessuale o di lavoro forzato; per proteggere e assistere le vittime e testimoni della tratta; assicurare indagini e il perseguimento efficace, e di promuovere la cooperazione internazionale contro la tratta. In particolare, la Convenzione richiede misure nazionali di coordinamento, sensibilizzazione, misure per individuare e sostenere le vittime e "periodo di recupero e di riflessione" durante la quale le persone trafficate non saranno espulsi dallo Stato ricevente.
La convenzione istituisce un meccanismo di controllo tramite un "Gruppo di esperti sulla lotta contro la tratta di esseri umani" (GRETA), composto da 10 a 15 membri eletti dagli Stati Parti.
La Convenzione è stata adottata dal Consiglio dei Ministri il 3 maggio 2005 ed aperta alla firma il 16 maggio 2005 a Varsavia ed è entrata in vigore il 1 ° febbraio del 2008. È stata ratificata finora (maggio 2013) da 40 Stati europei, mentre altri tre hanno firmato ma non ancora ratificato. Il 29 novembre 2010 l'Italia ha ratificato la convenzione, che è poi entrata in vigore il 1º marzo 2011.
La Convenzione è ricordato anche dalla Convenzione del Consiglio d'Europa sulla prevenzione e la lotta contro la violenza nei confronti delle donne e la violenza domestica (Convenzione di Istanbul).